# My Generation
My Generation (1965) is het eerste album van de Britse rockband The Who. In de Verenigde Staten is het bekend onder de titel The Who Sings My Generation. Dit album had een andere cover en een ietwat andere tracklist.
Het album werd meteen gemaakt nadat The Who hun eerste singles succesvol in de hitlijsten zagen stijgen en volgens het boekje in de luxe-uitgave was het album meer een haastwerkje dan ook echt een representatie van hun live-acts in die tijd. Van de andere kant vinden verscheidene critici dat het album een van de beste is van de rockmuziek in de jaren zeventig en tachtig. In Rolling Stone's lijst van "The 500 Greatest Albums of All Time" stond dit album op 236.
De titelsong (My Generation) werd in 1999 in de Grammy Hall of Fame geïnduceerd en blijft nog steeds een van de meest bekende nummers van The Who en is een van de meest bejubelde songs in de geschiedenis van de rock-'n-roll.
Het album werd gemaakt tijdens de korte periode dat The Who nog "Maximum R&B" heette en bevat een aantal covers van populaire r&b-deuntjes, als toevoeging van de r&b die gitarist en songwriter Pete Townshend bij het schrijven van het album gebruikt heeft.

## De plaat

### Nummers van My Generation
Toen de eerste platen in de Verenigde Staten werden uitgegeven werd het nummer "Circles" verward met "Instant Party" (wat een totaal ander nummer is vergeleken met "Circles") en werd in latere versies op de plaat gezet als "Instant Party (Circles)". Volgens het boekje in de luxe-uitgave werd het nummer "I'm A Man" van de plaat uit de States geschrapt, vanwege de seksuele bijsmaak die het nummer heeft. De versie uit de VS heeft een korte maar krachtige maniakale drum- en gitaarsolo voor het laatste couplet van "The Kids Are Alright".
Veel van de songs van het album zijn later nog uitgegeven als single. Afgezien van "My Generation", die vóór het album werd uitgebracht en in Groot-Brittannië #2 in de charts haalde. In Nederland kwam My Generation niet verder dan #8 in de Top 40. Andere nummers die op single uitgebracht werden zijn: "A Legal Matter", "La-La-La Lies", en "The Kids Are Alright", maar die waren (behalve in Zweden) commercieel gezien bij lange na niet zo succesvol als "My Generation". "My Generation" en "The Kids Are Alright" zijn vooral de twee nummers van The Who die het vaak gecoverd zijn. Terwijl "My Generation" een ruw en agressief nummer is dat het punkrock-tijdperk inluidde, is "The Kids Are Alright" een rustiger popnummer met goed klinkend gitaarwerk, zoals men gewend is van de Who-songs van die tijd. Samen met andere vroege nummers van The Who - zoals "I Can't Explain" en "So Sad About Us" wordt "My Generation" gezien als een "power pop"- nummer avant la lettre.
De meeste nummers van "My Generation" hebben langhoudende kwaliteiten en ook de techniek was erg zuiver, waardoor het album nog steeds de bewondering kan verwekken bij de geïnteresseerde luisteraar. Desalniettemin zijn veel van de kwaliteiten die op de plaat te horen zijn - zoals het schrapen van Townshend over de gitaarsnaren - mettertijd veranderd en verdwenen.

### Cover
De Amerikaanse uitgave heeft de cover van de plaat - waarop The Who staat naast een paar olievaten, naar boven kijkend - vervangen door een cover waar zij op staan met de Big Ben op de achtergrond.

### Track listing
| 1. "Out in the Street" 2. "I Don't Mind" (Brown) 3. "The Good's Gone" 4. "La-La-La Lies" 5. "Much Too Much" 6. "My Generation" 7. "The Kids Are Alright" 8. "Please, Please, Please" (Brown/Terry) 9. "It's Not True" 10. "I'm a Man" (McDaniel) 11. "A Legal Matter" 12. "The Ox" (Townshend/Moon/Entwistle/Hopkins) | 1. "Out in the Street" 2. "I Don't Mind" (Brown) 3. "The Good's Gone" 4. "La-La-La Lies" 5. "Much Too Much" 6. "My Generation" 7. "The Kids Are Alright" 8. "Please, Please, Please" (Brown/Terry) 9. "It's Not True" 10. "The Ox" (Townshend/Moon/Entwistle/Hopkins) 11. "A Legal Matter" 12. "Circles" |

### Versies
[1965] Brunswick Records LAT 8616Originele lp-uitgave van Groot-Brittannië. Getiteld "My Generation", met de 'UK-cover' en de tracklisting zoals boven beschreven. Producent: Shel Talmy.
[1966] Decca DL4664 (mono) / DL 7-4664 (stereo)Originele lp-uitgave van de Verenigde Staten. Hertiteld als "The Who Sings My Generation", met een alternatieve cover ('USA-cover') en een variant op de tracklist zoals boven beschreven. Producent: Shel Talmy.
[19??] MCAD-31330 (ISBN 7673-11330-9)Originele cd-uitgave (AAD). Getiteld "The Who Sings My Generation". De cd heeft de 'USA-cover' op de voorkant en een simpele tracklist op de achterkant. De nummers zijn net als de eerste uitgave in de VS, maar met "Circles" aangeduid als "Instant Party (Circles)". Producent: Shel Talmy.
[2002] MCA - zonder catalogusnummer (ISBN 08811-29267)Luxe, geremixte dubbel-cd-uitgave (ADD). Deze cd heeft de originele 'UK-cover' op de voorkant en op de achterkant staan kleine foto's van de bandleden en de naam van het album. De cd is in de stijl van "digi-pack", met een transparante hoes. De papieren cover is uit te vouwen in vier vlakken, met hierin onder andere de originele liner notes en foto's van de twee originele albumcovers. Het label dat op schijf 1 staat is een facsimile van het oude Brunswick-singlelabel en die op schijf 2 is het oude Decca singlelabel. De nummers die op de eerste schijf staan zijn dezelfde als die van de originele 'UK-uitgave', met hierop drie bonustracks. De uitvoering bij een aantal nummers is echter anders, omdat Shel Talmy ze vanaf de 3-sporen mastertapes daar waar mogelijk in echt stereo heeft gemixt. Voor een aantal nummers (My generation en A legal matter) ontbreken dan de gitaardubs die voorheen op de mono eindmix werden ingedubt. Schijfje twee bestaat geheel uit bonustracks en een aantal originele mixen in mono. Bijgevoegd is een boekwerkje van 14 pagina's met hierop de 'USA-cover' op de voorkant en onder andere ook artikelen van Mike Shaw, Shel Talmy en Andy Neill, een gedetailleerde tracklist, oude foto's van de band, facsimiles van oude posters en singlecovers en andere credits. Producenten: Shel Talmy en Andy McKaie. Uitvoerend producenten: Bill Curbishley en Robert Rosenberg.

## Voetnoten
1. ↑  De lijst op rollingstone.com